# Chhuri
Chhuri fou un estat tributari protegit del tipus zamindari al districte de Bilaspur a les Províncies Centrals. La superfície era de 828 km² amb 134 pobles i una població (1881) de 16.088 habitants. El seu governant era un rajput kunwar.